# St. Mauritii (Kleinwelsbach)

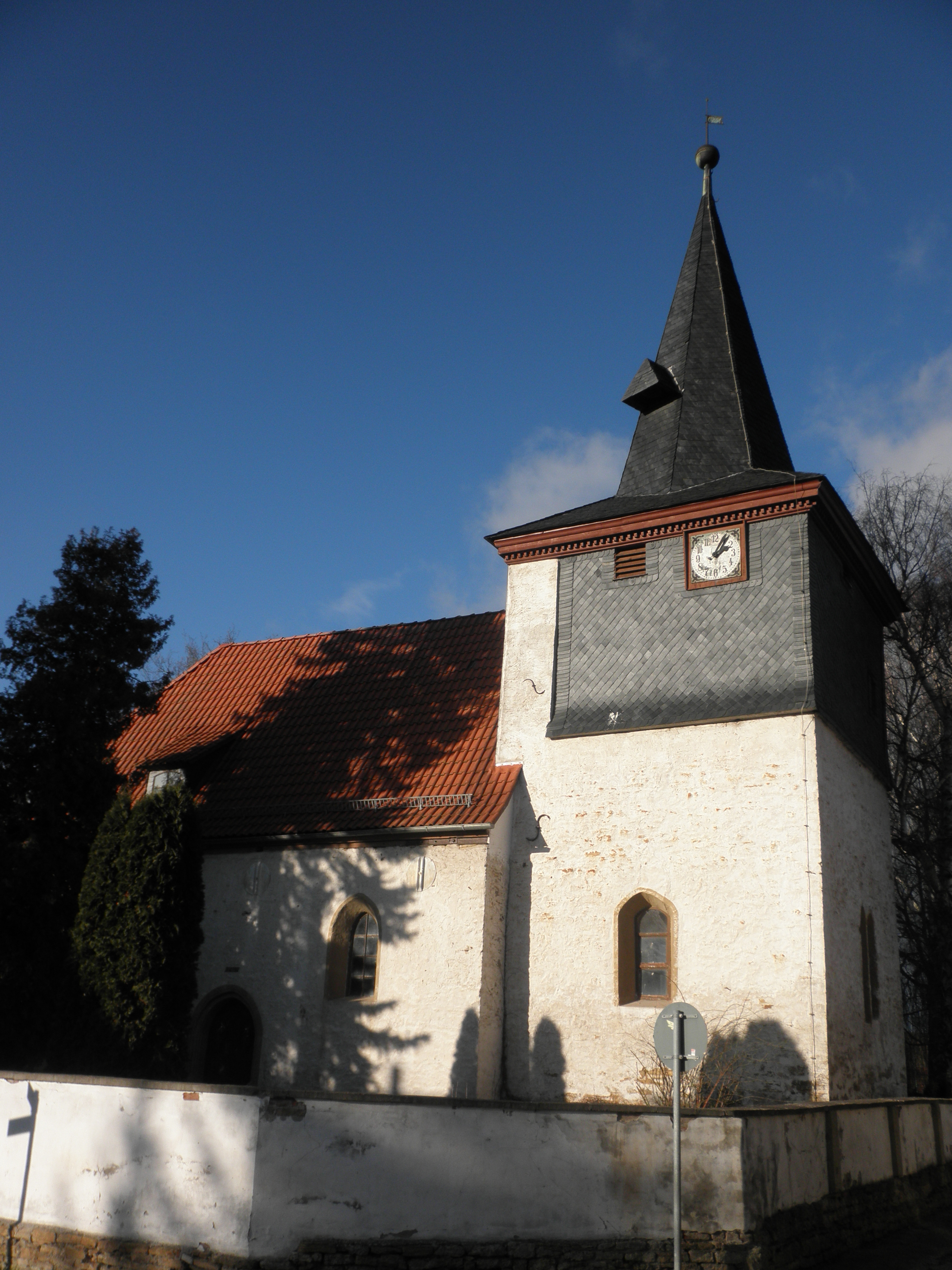
St. Mauritii

Die evangelisch-lutherische, denkmalgeschützte Kirche St. Mauritii steht in der Schulstraße von Kleinwelsbach, einem Ortsteil der Stadt und Landgemeinde Nottertal-Heilinger Höhen im Unstrut-Hainich-Kreis in Thüringen. Die Kirchengemeinde von St. Mauritii gehört zum Kirchenkreis Mühlhausen der Evangelischen Kirche in Mitteldeutschland.

## Beschreibung
Die Saalkirche stammt aus dem 13. Jahrhundert. Ihr Chorturm hat im Osten ein frühgotisches Lanzettfenster. Die Kirche wurde 1691 umgebaut, wie am Portal im Süden bezeichnet ist. 1894 wurde der Aufsatz des Turms erneuert und das mit einem Satteldach bedeckte Langhaus nach Westen verlängert. Der Turm bekam einen achtseitigen, schiefergedeckten und spitzen Helm. Das Kirchenschiff ist mit Emporen ausgestattet und mit einem kassettierten hölzernen Tonnendach überspannt. Der Triumphbogen wurde in den 1950er Jahren zugesetzt. Die Kanzel stammt aus dem 18. Jahrhundert, das Taufbecken ist spätgotisch. An der Ostwand stehen Figuren des Petrus und des Johannes aus dem 18. Jahrhundert. Die Glocke wurde 1571 gegossen.
Die Orgel mit neun Registern, verteilt auf ein Manual und ein Pedal, wurde 1887 von Friedrich Petersilie gebaut.